# Destroy Destroy Destroy
Destroy Destroy Destroy est un groupe de heavy metal américain, originaire de Murfreesboro, dans le Tennessee. Le groupe définit son style musical comme un mélange d'éléments de thrash metal et de glam metal des groupes des années 1980 et 1990, en passant par les actuels groupes de death metal mélodique et viking metal de Scandinavie.

## Biographie
Formé en fin février 2003, le groupe comprend initialement Brian Kemp (chant), Jeremiah Scott (guitare), et Andrew Hall (batterie) ; Destroy Destroy Destroy complète sa formation avec l'arrivée de Way Barrier (guitare), Adam Phillips (basse), et Brian Shorter (claviers). Le groupe commence ensuite à jouer plusieurs concerts localement et publie un EP autofinancé, intitulé Kill or Be Killed. Ils publieront deux albums, Devour the Power (2006) et Battle Sluts (2009), au label Black Market Activities.

## Style musical et influences
Le style musical de Destroy Destroy Destroy est catégorisé par la presse spécialisée dans divers genres incluant death metal mélodique, power metal, black metal symphonique, thrash metal et viking metal. Chad Bowar du site web About.com, définit Destroy Destroy Destroy comme un « groupe polyvalent, qui incorpore plusieurs genres dans sa musique » et que « leurs chansons sont souvent orchestrales et majestueuses avec beaucoup de morceaux aux claviers, mais aussi intense avec des blast beats et breakdowns. » Bowar donne son opinion sur les traits musicaux de Destroy Destroy Destroy, expliquant que « l'inspiration viking vient d'interludes de spoken word et [que] les paroles traitent de batailles, de bêtes mythiques et de mondes perdus. Destroy Destroy Destroy est aussi beaucoup inspiré par le thrash de la Bay Area et par des styles death mélodiques européens. Le power metal est un autre genre que leur musique adapte avec un temps de guitare frénétique, des arrangements épiques et des claviers atmosphériques. »
Alex Henderson, rédacteur chez AllMusic, explique que Devour the Power « pourrait être identifié comme un album de power metal inspiré du metal progressif, de quelques morceaux thrash [metal], et de blast beats orientés black metal. » Définissant même Destroy Destroy Destroy comme un groupe de black metal symphonique, Henderson considère que « Battle Sluts, comme les autres disques de black metal symphonique, n'a pas été enregistré par des puristes du black metal ; Destroy Destroy Destroy ne se prend pas pour Gorgoroth ou Marduk... »
Bien que le groupe soit originaire du Tennessee, son style musical « emprunte les techniques et les styles du metal qui se sont popularisés en Europe », en particulier dans des pays nordiques comme la Norvège, la Suède ou la Finlande — avec un « mélange de son nordique » et de « mélodie et d'aggressivité. » Destroy Destroy Destroy est comparé à des groupes comme Iron Maiden, Queensrÿche, Manowar, Judas Priest, et Dream Theater, et s'inspire notamment de Metallica et Pantera,.

## Membres

### Membres actuels
- Way Barrier – guitare solo (depuis 2003)
- Jeremiah Scott – guitare rythmique (depuis 2003)
- Adam Phillips – basse (depuis 2003)
- Brian Shorter – claviers (depuis 2007)
- Chris Bazor – chant (depuis 2009)
- Andrew Core – batterie (depuis 2009)

### Anciens membres
- Eric W. Brown – batterie (2004-2008)
- Andrew Hall- batterie (2003-2004)
- David Shaw - batterie (2008-2009)
- Jessica Lambert – claviers (2006)
- Alex Gellette – claviers (2003-2006)
- Keith Williams – claviers (2006)
- Courtney Edwards Burgess – claviers (2006-2008)
- Bryan Kemp - chant (2003-2009)

## Discographie
- 2006 : Devour the Power
- 2009 : Battle Sluts